# Alex Bregman
Alex Bregman (Albuquerque, 30 maart 1994) is een Amerikaans honkbalspeler voor de Houston Astros in de Major League Baseball (MLB). HIj speelt als derde honkman.

## Amateur Carrière
Middelbare school
Bregman speelde van 2009 tot en met 2012 voor de Albuquerque Academy. In 2010, zijn tweede jaar bij Albuquerque Academy, won hij als eerst middelbare scholier ooit de USA Baseball Player of the Year Award. In zijn derde jaar had hij een slaggemiddelde van .678. Zijn 19 homeruns in dat seizoen waren een record voor een middelbare scholier in de staat New Mexico. Bregman liet voor de Major League Baseball-draft van 2012 aan MLB teams weten alleen zijn belofte om voor LSU te gaan spelen te willen heroverwegen als hij in de eerste ronde werd geselecteerd. Door een gebroken vinger eerder dat seizoen werd hij uiteindelijk pas in de 29e ronde geselecteerd. Hierdoor koos Bregman ervoor om zijn belofte om voor LSU te gaan spelen, na te komen.
Louisiana State University
Bregman koos in zijn eerste jaar bij LSU voor rugnummer 30, als symbool voor de 30 MLB teams die ervoor kozen om Bregman niet in de eerste ronde van de draft te selecteren. Na het seizoen 2013 werd Bregman verkozen tot National Freshman of the Year. Ook ontving hij de Brooks Wallace Award, een prijs die wordt uitgereikt aan de beste korte stop op college niveau. Hij sloeg een slaggemiddelde van .369 met 6 homeruns, 52 RBIs, 59 gescoorde runs en 16 gestolen honken.
In zijn tweede jaar bij LSU speelde hij alle 63 wedstrijden van het seizoen. Hij sloeg een slaggemiddelde van .316 met zes homeruns, 47 RBIs, 35 gescoorde runs en 12 gestolen honken.
In zijn derde en laatste jaar bij LSU speelde hij alle 66 wedstrijden van het seizoen. Hij bereikte met de LSU Tigers de College World Series, waar hij met een slaggemiddelde van .538 de beste slagman was voor LSU. HIj sloot het seizoen af met een slaggemiddelde van .323 met 9 homeruns, 49 RBIs en 59 gescoorde runs. Zijn 38 gestolen honken dat seizoen waren het op één na meeste ooit voor een LSU speler in één seizoen.
Tijdens zijn carrière bij de Tigers studeerde Bregman sports administration.

## Professionele Carrière
Bregman werd in de Major League Baseball-draft van 2015 in de eerste ronde als tweede gekozen door de Houston Astros. Daarmee was hij, na Ben McDonald, de hoogst geselecteerde speler in de draft in de geschiedenis van LSU. Op 25 juni 2015 tekende hij zijn contract bij de Astros, met een tekenbonus van $5.900.000. Daarbij werd bekend gemaakt dat hij ging spelen voor de Quad Cities River Bandits, het low Class-A team van de Astros. In juni speelde hij daar zijn eerste wedstrijd. In juli werd hij gepromoveerd naar Lancaster JetHawks, die uitkomen in de Class A-Advanced California League.

### 2016
Bregman begon het seizoen 2016 bij de Corpus Christi Hooks, die uitkomen in de Double A Texas League. Eind juni werd hij gepromoveerd naar de Fresno Grizzlies, die uitkomen op Triple-A niveau.
Op 25 juli 2016 werd Bregman gepromoveerd naar de MLB. Hij debuteerde diezelfde dag tegen de New York Yankees.

### 2017
In 2017 won Bregman met de Houston Astros de World Series. Dit was het eerste World Series kampioenschap in de geschiedenis van de Astros. Hij behaalde een slaggemiddelde van .284 met 19 homeruns, 71 RBIs, 88 gescoorde runs en 17 gestolen honken.

### 2018
In het seizoen 2018 werd het contract van Bregman opgewaardeerd, waardoor hij een basissalaris van $599.000 ging verdienen. Hij sloot het seizoen af met een slaggemiddelde van .286 met 31 homeruns, 103 RBIs, 105 gescoorde runs en 12 gestolen honken.

### 2019
In 2019 tekende Bregman een verbeterd contract bij de Houston Astros voor 6 jaar, met een totale waarde van $100.000.000.

### 2022
In 2022 won Bregman voor de tweede keer de World Series met de Astros. Na de zesde en laatste wedstrijd van de series bleek dat Bregman bij een sliding naar het tweede honk zijn wijsvinger had gebroken. Hierdoor had hij een eventuele zevende en beslissende wedstrijd niet kunnen spelen.

## Privé
Alex Bregman heeft een eigen YouTube kanaal, waarop hij kijkjes achter de schermen van de MLB geeft, en andere honkbal-gerelateerde video's plaatst. In juli 2023 heeft zijn kanaal 197.000 abonnees.
In januari 2020 vroeg Bregman zijn vriendin Reagan Howard ten huwelijk. Ze trouwden in december 2020.